# Plan orange
Le Plan orange, War Plan Orange en anglais, était un plan de guerre de la marine des États-Unis pour faire face à une attaque éventuelle du Japon pendant l'Entre-deux-guerres. Ce plan prévoyait une rupture des communications avec le Pacifique occidental (les Philippines et d'autres avant-postes américains devant résister avec leurs moyens propres), pendant que la flotte du Pacifique regroupait ses forces dans des bases en Californie et montait la garde devant le canal de Panama. Après la mobilisation (en temps de paix, les équipages des navires étaient à demi-effectif), la  flotte devait se diriger vers le Pacifique occidental pour appuyer les forces américaines à Guam et aux Philippines. Ensuite, la flotte devait se diriger plein nord  pour la bataille décisive contre la Marine impériale japonaise puis bloquer les îles métropolitaines japonaises.
La Marine impériale japonaise mit au point un contre-plan laissant la flotte des États-Unis traverser le Pacifique et employant des sous-marins pour l'affaiblir. La flotte japonaise devait ensuite contraindre à la bataille la flotte des États-Unis dans une zone favorable après que cette dernière ait été usée.
Le Plan orange ne prévoyait pas que des avions puissent couler des cuirassés ou que le Japon mettrait hors de combat la flotte cuirassée des États-Unis lors de l'attaque de Pearl Harbor. On a beaucoup critiqué le mouvement ordonné par le président Franklin D. Roosevelt, envoyant la flotte à Pearl Harbor, car lors du déclenchement de la guerre, elle aurait dû être ramenée en Californie pour embarquer la deuxième moitié de son équipage, constituée de réservistes et de nouvelles recrues.
Les plans américains furent changés après que Pearl Harbor eut démontré la domination de l'aviation en matière de guerre navale, et que les Japonais aient acquis la supériorité aérienne aux Philippines dès le début de la guerre. Même après les lourdes défaites japonaises, telle Midway, la flotte des États-Unis  préféra une avance en « saut de grenouille » d'île en île qui ne l'éloignait jamais de sa couverture aérienne basée à terre. 